# بياتريس فاوست
بياتريس فاوست (بالإنجليزية: Beatrice Faust)‏ هي صحفية أسترالية، ولدت في 19 فبراير 1939.

## وصلات خارجية
- بياتريس فاوست على موقع IMDb (الإنجليزية)
- بياتريس فاوست على موقع ديسكوغز (الإنجليزية)